# Pankratiuskirche (Oberwölz)

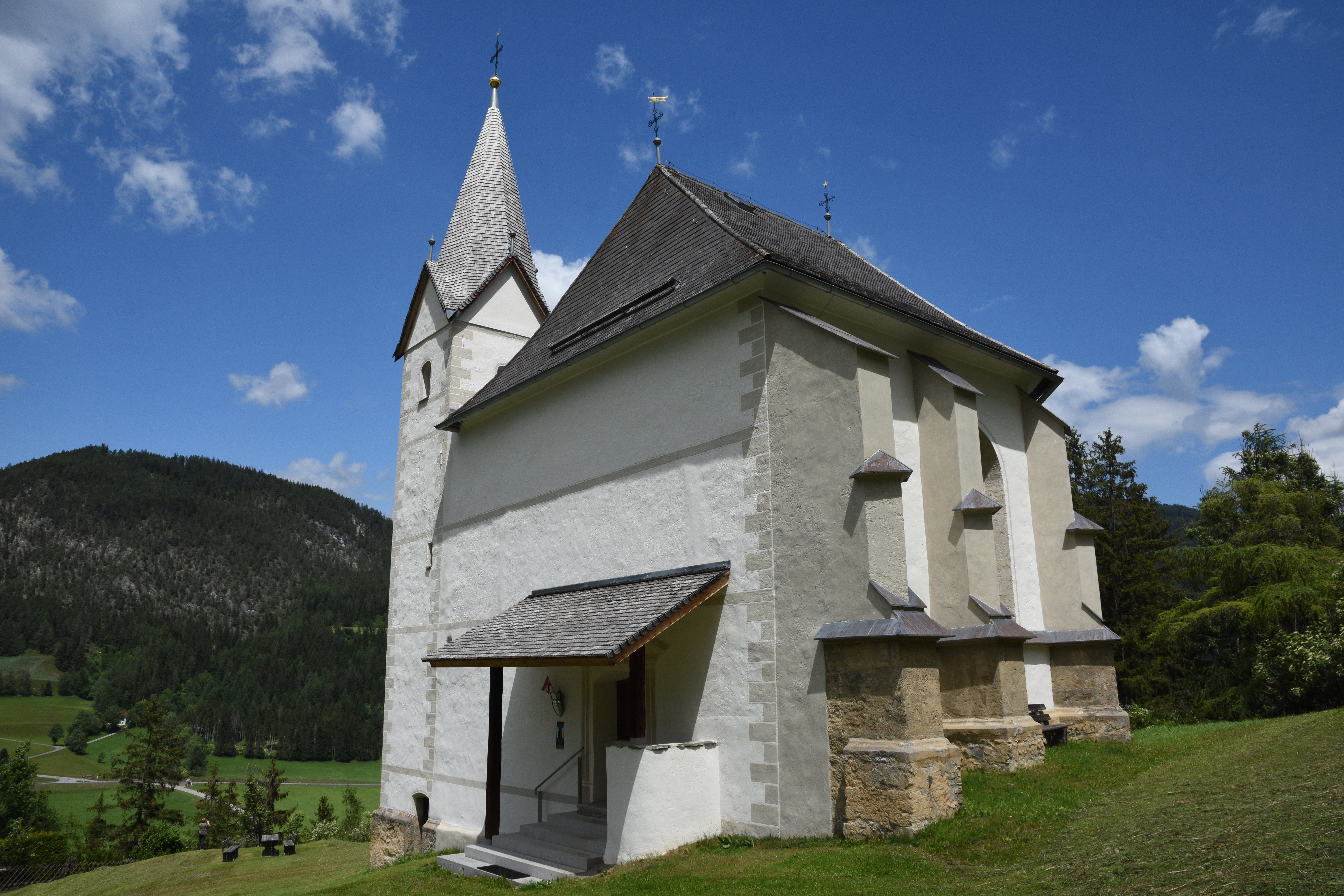
Pankratiuskirche Oberwölz

Die Pankratiuskirche ist eine Filialkirche der Stadtpfarrkirche Oberwölz in der Gemarkung Hinterburg von Oberwölz im steirischen Bezirk Murau.

## Geschichte
Die in markanter Lage auf einem Geländevorsprung – vermutlich an einer älteren Burgstelle – oberhalb der Stadt Oberwölz gelegene Pankratiuskirche erfuhr ihre erste urkundliche Erwähnung 1487; 1492 bestand die Absicht der Errichtung einer Kirchenbefestigung. Die mündliche Überlieferung verbindet die Gründung der Kirche mit einer ungarischen Gräfin, die die Kirche als Votivkirche für ihre Errettung auf ihrer Flucht vor den Türken gestiftet habe. Der historische Hintergrund hierfür ist die Ausbreitung des Osmanischen Reichs, das nach dem Untergang des Byzantinischen Reichs im Jahre 1453 militärisch nach Osteuropa expandierte. Auch das Patrozinium des heiligen Pankratius, eines frühchristlichen Märtyrers aus der Christenverfolgung unter Diokletian, scheint in diese Richtung zu weisen.

## Architektur und Ausstattung

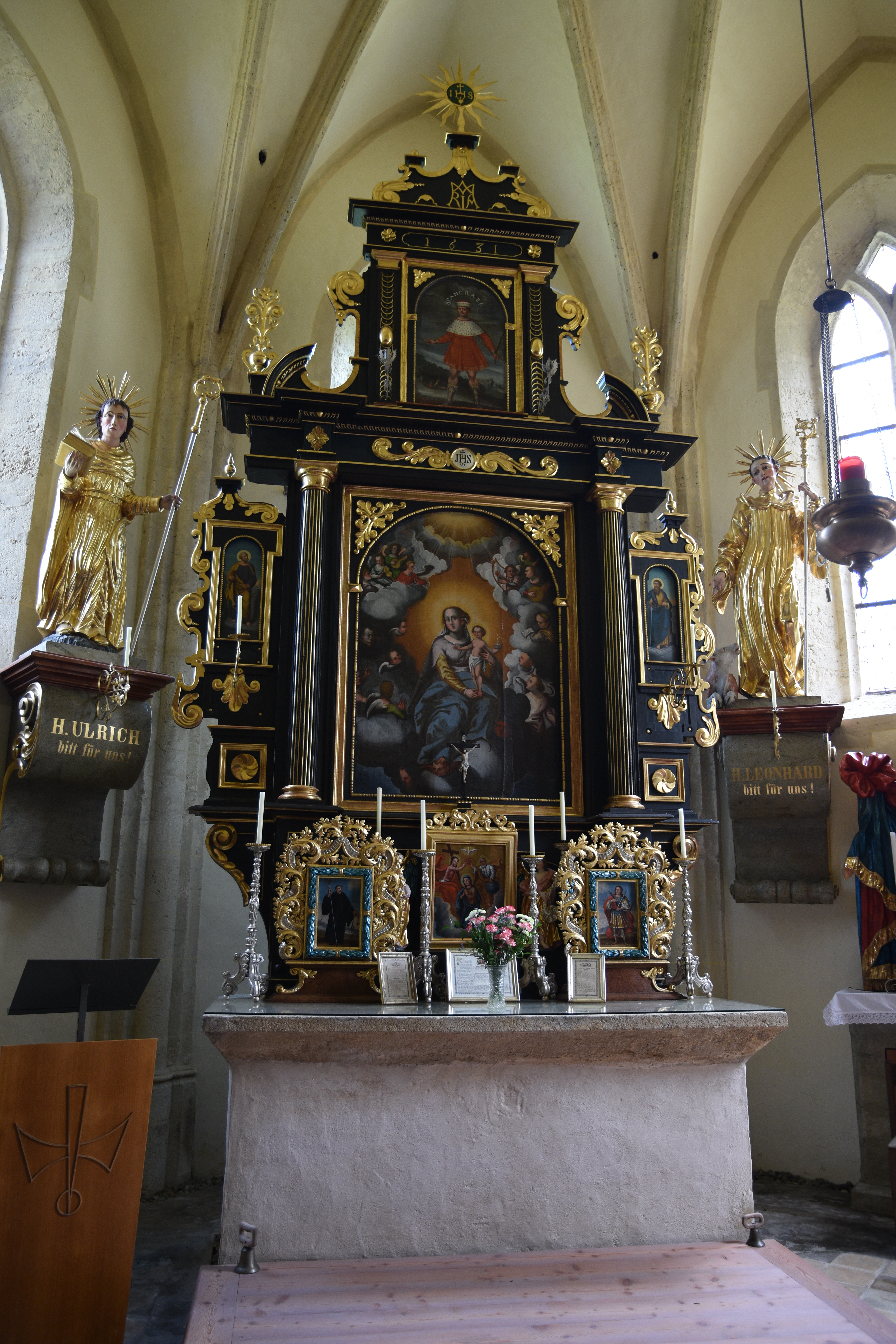
Innenansicht mit dem barocken Hochaltar

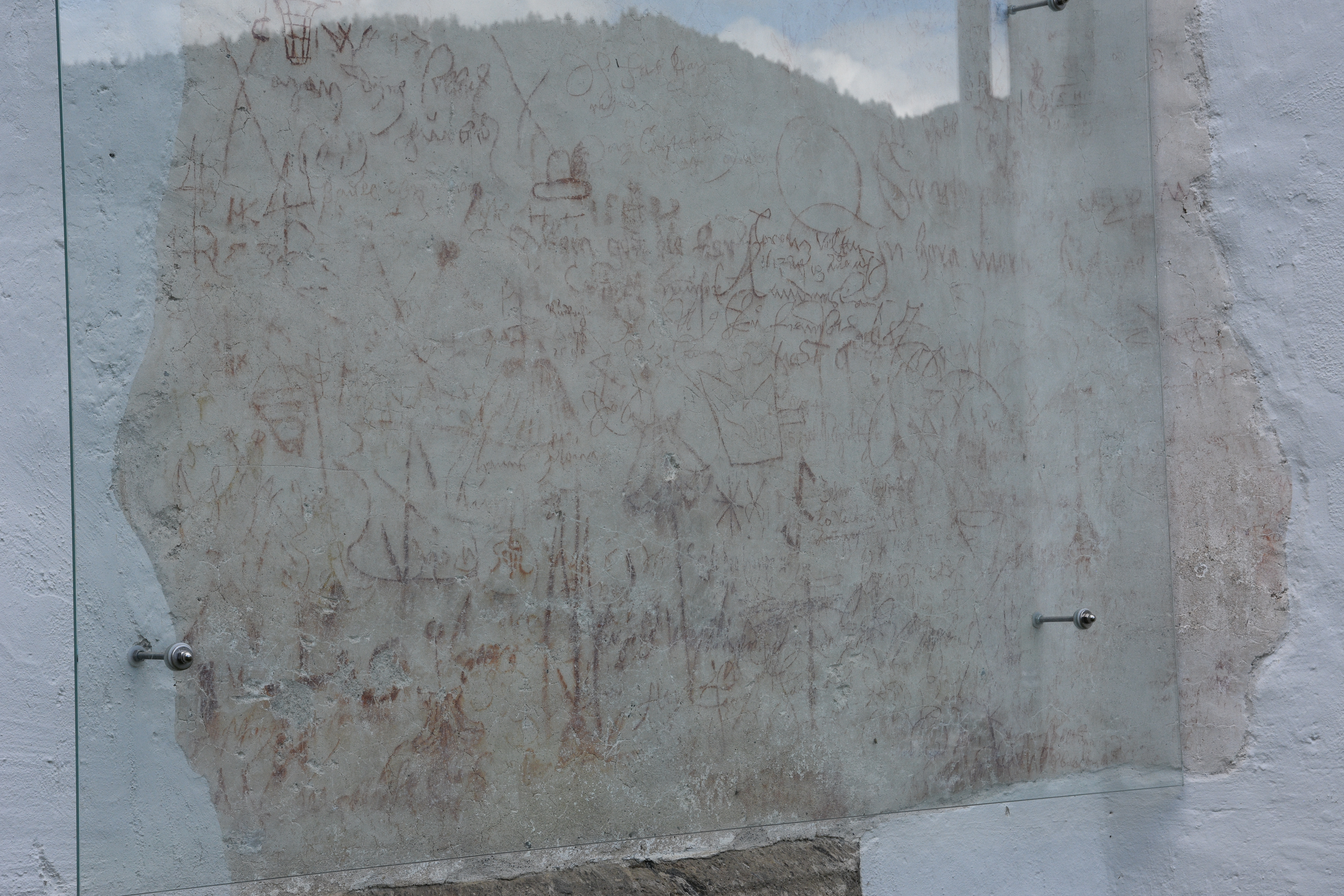
Historische Graffiti an der Nordseite des Chores

Die heutige Kirche besteht lediglich aus einem gotischen Chorbau, dem sich nordseitig Turm und Sakristei anschließen. Der Chor selbst ist zweijochig mit dreiseitigem Polygonschluss angelegt und außen durch Strebepfeiler gegliedert, deren Mittelabschnitt wie in der Oberwölzer Spitalskirche als Sporn ausgebildet ist. Nur das Polygon und das östlichste Joch sind mit einfachen Maßwerkformen durchfenstert. Gewölbt ist der Raum mit einem spätgotischen Parallelrippennetzgewölbe ähnlich dem des Prager Veitsdoms, das ohne Zäsur in den fragmentierten Rautenstern des Polygons übergeht. Der Anordnung der einfachen Runddienste mit begleitenden Kehlenprofilen zufolge war zunächst eine einfache Kreuzrippenwölbung vorgesehen gewesen, die erst sekundär mit abruptem Wechsel in die ausgeführte Wölbung übergeht.
Im Anschluss an den Chor war ein einschiffiges, nur wenig vorspringendes Langhaus geplant, dessen Chorbogen sich im Innern abzeichnet. Gleichsam als Ersatz für das fehlende Kirchenschiff befindet sich auf der Westseite der Kirche eine vom Kircheneingang aus zugängliche Außenkanzel, die u. a. für die alljährlich am 6. November stattfindende Leonhardifahrt der bäuerlichen Umgebung genutzt wurde.
Prinzipalstück der Ausstattung ist der frühbarocke, 1631 von Johannes Meystätter in Friesach geschaffene Hochaltar mit der Darstellung der Muttergottes im Hauptbild und des heiligen Pankratius im Aufsatz, und flankiert von zwei Tafelgemälden der Heiligen Petrus und Paulus. Seitlich des Hochaltars stehen auf Konsolen die Statuen des durch die Schlacht auf dem Lechfeld im Jahre 955 bekannt gewordenen Heiligen Ulrich von Augsburg und des als Viehheiliger verehrten Leonhard von Limoges sowie ferner eine barocke Pietà vor einem Baldachin. Aus der Erbauungszeit der Kirche im 15. Jahrhundert stammt die Statue des hl. Pankratius. Eine Besonderheit der Kirche sind der gleichfalls noch bauzeitliche spätgotische Dreisitz sowie die Sakristeitruhe. Die Orgel wurde 1898 aus der Kirche Maria Altötting in Winklern transferiert.
Eine volkskundliche Kuriosität stellen die aus dem 16. Jahrhundert stammenden Graffiti in Rötel an der nordöstlichen Polygonseite der Kirche von Handwerkern dar, die sich hier auf ihren Wanderungen verewigt haben.
2011 erfolgte eine umfassende, von einem örtlichen Förderverein getragene Innen-, 2014 eine Außenrestaurierung des Kirchenbaus.